# Aleksinački Rudnik
Aleksinački Rudnik (izvirno srbsko Алексиначки Рудник) je mesto v Srbiji, ki upravno spada pod Občino Aleksinac; slednja pa je del Niškega upravnega okraja.

## Demografija
V naselju živi 1147 polnoletnih prebivalcev, pri čemer je njihova povprečna starost 37,5 let (36,1 pri moških in 39,0 pri ženskah). Naselje ima 574 gospodinjstev, pri čemer je povprečno število članov na gospodinjstvo 2,56.
|  |

| Demografija | Demografija     | Demografija     |
| Leto        | Št. prebivalcev | Št. prebivalcev |
| ----------- | --------------- | --------------- |
|             |                 |                 |
|             |                 |                 |
|             |                 |                 |
|             |                 |                 |
| 1948        | 1074            |                 |
| 1953        | 2151            |                 |
| 1961        | 2461            |                 |
| 1971        | 1961            |                 |
| 1981        | 1927            |                 |
| 1991        | 1645            | 1629            |
| 2002        | 1481            | 1467            |
|             |                 |                 |

| Etnična sestava po popisu iz leta 2002 | Etnična sestava po popisu iz leta 2002 | Etnična sestava po popisu iz leta 2002 | Etnična sestava po popisu iz leta 2002 | Etnična sestava po popisu iz leta 2002 |
| -------------------------------------- | -------------------------------------- | -------------------------------------- | -------------------------------------- | -------------------------------------- |
| Srbi                                   | Srbi                                   |                                        | 1.231                                  | 83,91%                                 |
| Romi                                   | Romi                                   |                                        | 75                                     | 5,11%                                  |
| Muslimani                              | Muslimani                              |                                        | 41                                     | 2,79%                                  |
| Jugoslovani                            | Jugoslovani                            |                                        | 19                                     | 1,29%                                  |
| Makedonci                              | Makedonci                              |                                        | 15                                     | 1,02%                                  |
| Črnogorci                              | Črnogorci                              |                                        | 13                                     | 0,88%                                  |
| Slovenci                               | Slovenci                               |                                        | 10                                     | 0,68%                                  |
| Bolgari                                | Bolgari                                |                                        | 6                                      | 0,40%                                  |
| Hrvati                                 | Hrvati                                 |                                        | 3                                      | 0,20%                                  |
| Albanci                                | Albanci                                |                                        | 3                                      | 0,20%                                  |
| Madžari                                | Madžari                                |                                        | 2                                      | 0,13%                                  |
| Rusini                                 | Rusini                                 |                                        | 1                                      | 0,06%                                  |
| Bošnjaki                               | Bošnjaki                               |                                        | 1                                      | 0,06%                                  |
| Neznano                                | Neznano                                |                                        | 17                                     | 1,15%                                  |